# Upsilon Geminorum
Ne doit pas être confondu avec U Geminorum.
Désignations
Upsilon Geminorum (υ Geminorum / υ Gem) est une étoile géante rouge de la constellation des Gémeaux. Elle est visible à l'œil nu avec une magnitude apparente de 4,04. L'étoile présente une parallaxe annuelle de 12,04 mas mesurée par le satellite Hipparcos, ce qui signifie qu'elle est distante de ∼ 270 a.l. (∼ 82,8 pc) de la Terre. Elle se rapproche du Soleil à une vitesse radiale de −22 km/s.

## Propriétés
Upsilon Geminorum  est une étoile géante rouge évoluée de type spectral M0 III, âgée de 3,53 milliards d'années. Elle est 1,52 fois plus massive que le Soleil, mais elle s'est étendue jusqu'à devenir 44 fois plus grande que le Soleil. Elle tourne sur elle-même à une vitesse de rotation projetée de 5,9 km/s. Upsilon Geminorum est 417 fois plus lumineuse que le Soleil et sa température de surface est de 3 926 K.
C'est une étoile variable suspectée, avec des variations d'une amplitude de 0,04 magnitude.

## Environnement stellaire
Upsilon Geminorum est membre du groupe mouvant de Wolf 630 si l'on se base sur son mouvement à travers l'espace. Il s'agit d'un groupe d'étoiles centrées sur Wolf 630 qui se déplacent quasiment en parallèle et qui ont un âge estimé de 2,7 ± 0,5 milliards d'années. Elles pourraient avoir été dans le passé membres d'un amas ouvert désormais dissous.
Upsilon Geminorum possède un compagnon visuel. Il s'agit d'une étoile de magnitude 13,20 localisée à une distance angulaire de 55,20 secondes d'arc et à un angle de position de 40°, en date de 2008.